# Marcel Mehlem
Marcel „Cello“ Mehlem (* 1. März 1995 in Germersheim) ist ein deutscher Fußballspieler. Sein jüngerer Bruder Marvin ist ebenfalls Fußballspieler.

## Karriere
Mehlem wechselte von seinem Heimatverein, dem SV Blankenloch, in die Jugend des Karlsruher SC. Dort durchlief er die Jugendmannschaften von der U-12 bis zur U-19, bevor er 2014 zur zweiten Mannschaft hochgezogen wurde. Sein Abitur machte er 2013 an der Partnerschule des KSC, dem Otto-Hahn-Gymnasium Karlsruhe. Nach über 70 Einsätzen in der Oberliga kam er am 23. Spieltag der Saison 2016/17 zu seinem ersten Profieinsatz für die erste Mannschaft in der Zweiten Bundesliga, als er beim 2:0-Heimsieg gegen Hannover 96 in der 92. Minute für Grischa Prömel eingewechselt wurde. Nach dem Abstieg des KSC in die 3. Liga unterzeichnete Mehlem im Mai 2017 einen bis 2019 gültigen Profivertrag. Dort rückte er am 9. Spieltag bei der 0:1-Niederlage gegen die SG Sonnenhof Großaspach nach Verletzungen von Kai Bülow und Andreas Hofmann im defensiven Mittelfeld erstmals in die Startelf. Durch seine laufintensive und aufopferungsvolle Spielweise konnte Mehlem auch nach der Genesung von Kapitän Bülow seinen Stammplatz behaupten und erzielte am 24. November 2017 (17. Spieltag) beim 2:0-Auswärtssieg gegen den SC Paderborn 07 in der 61. Spielminute seinen ersten Treffer im Profifußball. Mit dem KSC erreichte er am Ende der Saison die Aufstiegsrelegation, in der man jedoch am FC Erzgebirge Aue scheiterte.
Zur Saison 2018/19 wechselte er auf eigenen Wunsch in die zweite belgische Liga zu Royale Union Saint-Gilloise. Dort konnte er sich im defensiven Mittelfeld bald etablieren, kam vereinzelt aber auch als rechter Verteidiger zum Einsatz. In der Saison 2020/21 wurde Saint-Gilloise Erster der Division 1B und stieg somit in der Division 1A auf. Nach Ende der Saison teilte der Verein allerdings mit, dass er den Vertrag mit Mehlem nicht verlängere. Insgesamt bestritt Mehlem 68 Liga- und 3 Pokalspiele für Saint Gilloise. Er kehrte anschließend nach Deutschland zurück und unterschrieb einen Dreijahresvertrag beim SC Paderborn 07. Nachdem er in der Hinrunde der Saison 2022/23 nur zu sieben Ligaeinsätzen per Einwechslung gekommen war, wechselte er im Januar auf Leihbasis für die restliche Saison zum Ligakonkurrenten SV Sandhausen.
Anfang September 2023 wurde sein Vertrag in Paderborn aufgelöst. Kurz darauf unterschrieb er einen Vertrag beim Drittligisten SC Verl. Dort wurde er nach 18 Ligaspielen im Mai 2024 verabschiedet. Im August 2025 gab der VFB Gaggenau seine Verpflichtung bekannt.